# Czeputka
Czeputka [pronunciación en polaco: /t͡ʂɛˈputka/] es un pueblo ubicado en el distrito administrativo de Gmina Sosnówka, dentro del Distrito de Biała Podlaska, Voivodato de Lublin, en Polonia oriental. Se encuentra aproximadamente a 6 kilómetros al sureste de Sosnówka, a 40 kilómetros al sureste de Białun Podlaska, y a 77 kilómetros al noreste de la capital regional Lublin.